# Lijst van voetbalinterlands Amerikaanse Maagdeneilanden - Kaaimaneilanden (vrouwen)
Deze lijst van voetbalinterlands is een overzicht van alle officiële voetbalinterlands tussen de nationale vrouwenteams van de Amerikaanse Maagdeneilanden en de Kaaimaneilanden. De landen hebben tot nu toe één keer tegen elkaar gespeeld.

## Wedstrijden
| № | Plaats                   | Datum           | Competitie        | Wedstrijd                                     | Uitslag |
| - | ------------------------ | --------------- | ----------------- | --------------------------------------------- | ------- |
| 1 | Venetian Road Settlement | 1 augustus 2021 | Vriendschappelijk | Kaaimaneilanden − Amerikaanse Maagdeneilanden | 5 − 0   |

## Samenvatting
| Competitie        | Totaal gespeeld | Winst Amerikaanse Maagdeneilanden | Gelijk | Winst Kaaimaneilanden | Doelsaldo Amerikaanse Maagdeneilanden – Kaaimaneilanden |
| ----------------- | --------------- | --------------------------------- | ------ | --------------------- | ------------------------------------------------------- |
| Vriendschappelijk | 1               | 0                                 | 0      | 1                     | 0 − 5                                                   |
| Totaal            | 1               | 0                                 | 0      | 1                     | 0 − 5                                                   |